# Alexander Forsyth
Alexander John Forsyth (1769 – 1843) was de Schotse uitvinder van de  slaghoeddetonator. Hij werd geboren in Belhelvie, Aberdeenshire als zoon van een presbyteriaanse geestelijke. In navolging van zijn vader werd hij zelf ook priester en in 1790 nam hij de parochie van zijn vader over. 
Forsyth was gek op schietsport en wat hem hierbij het meest bezighield was de onbetrouwbaarheid van het vuursteengeweer in vochtige omstandigheden. In 1805 had hij een ontwerp klaar van een nieuw ontstekingsmechanisme, het zogenaamde percussiesysteem, waar hij in 1807 patent op aanvroeg. De lading werd hierbij ontstoken door middel van een slaghoedje waar een slagpin tegen klapt. Aanvankelijk werd de vinding met veel enthousiasme ontvangen door het leger, die Forsyth een werkplaats verschafte in de Tower van Londen, later werd deze ondersteuning ingetrokken. Maar hij ging onverschrokken door met de ontwikkeling van zijn systeem en hij sloeg zelfs een aanbod van £20.000, gedaan door Napoleon, af. Zijn uiteindelijke resultaat leidde tot de ontwikkeling van de moderne patroon.
Forsyth werd in 1929 herdacht door een gedenkteken in de Tower, waarvan in 1931 een replica werd opgericht in de Cromwell Tower bij het King’s College in Aberdeen, waar hij zijn vroegere experimenten uitvoerde.
- Library of Congress Control Number: no2011035553
- Museum of New Zealand Te Papa Tongarewa: 36111
- Virtual International Authority File: 169385501
- WorldCat: E39PBJtRMK3V3dtCdcK3mpm8G3